# Thomas Migwi Kamau
Thomas Migwi Kamau (* 1978) ist ein kenianischer Marathonläufer.
2004 kam er beim Vienna City Marathon auf den 13. Platz und siegte beim Hong Kong Marathon.
2006 wurde er mit seiner persönlichen Bestzeit von 2:15:33 h Neunter beim Eindhoven-Marathon.